# Viborgs kraftvärmeverk

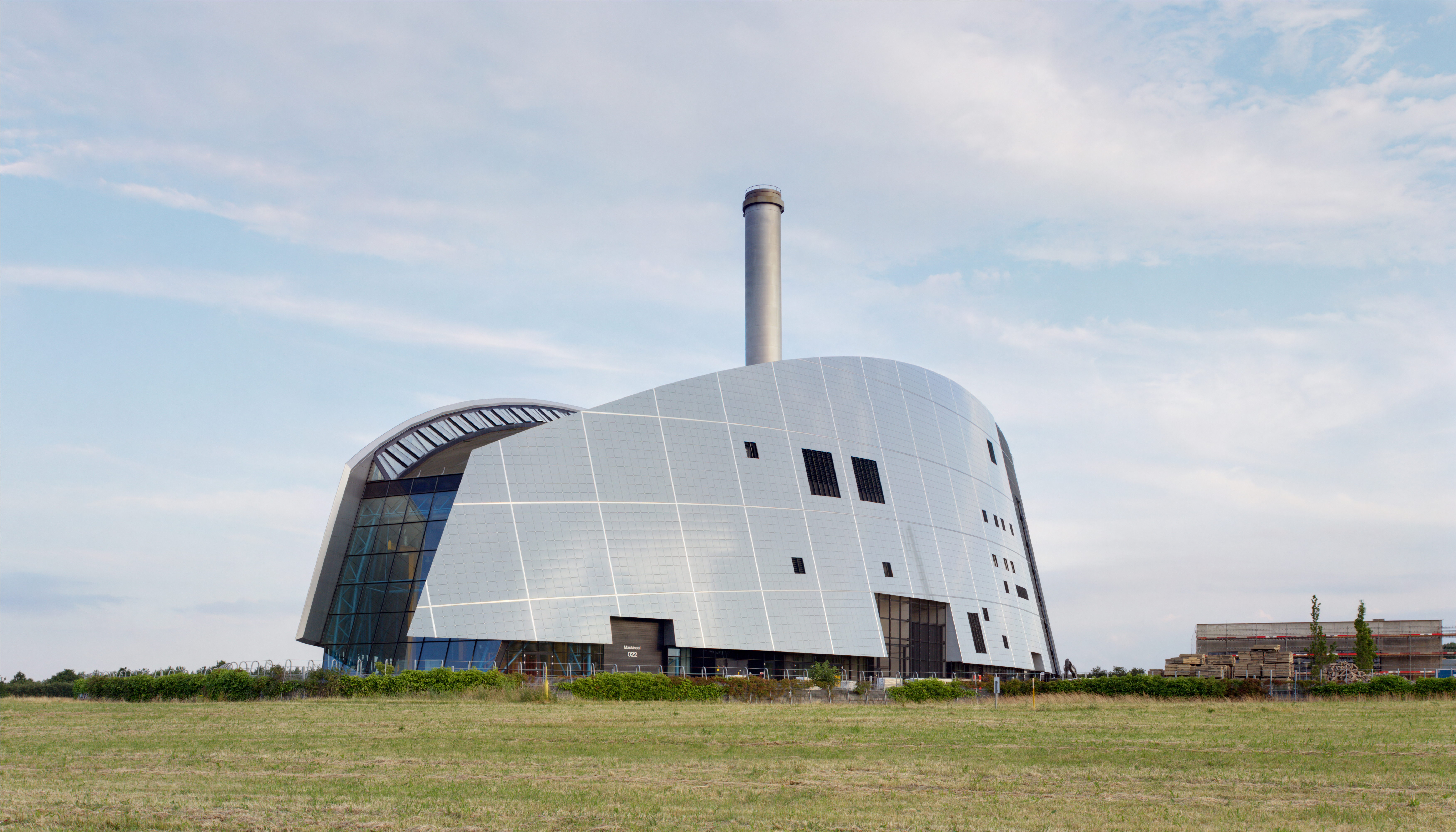
Viborgs kraftvärmeverk sett från nordväst

Viborgs kraftvärmeverk (Viborg Kraftvarmeværk - Viborg WKK 1) ligger i utkanten av staden Viborg i Danmark. Det invigdes 1996.
Kraftvärmeverket, som är gasdrivet, har en kapacitet på 57 MW. Byggnaden, av arkitekterna Peter Kjelgaard och Thomas Pedersen, är som formen av två stora skallar runt pannutrymmet. Skorstenen är 50 meter hög.